# Галерный проезд
Гале́рный прое́зд — улица в Василеостровском районе Санкт-Петербурга. Проходит от Шкиперского протока до улицы Нахимова.

## История
Наименование Галерный проезд дано 29 декабря 1972 года по Галерной гавани. Фактически проезд существует с 1988 года.

## Достопримечательности
- Галерная гавань
- Шкиперский ковш
- сквер «Малые Гаванцы»

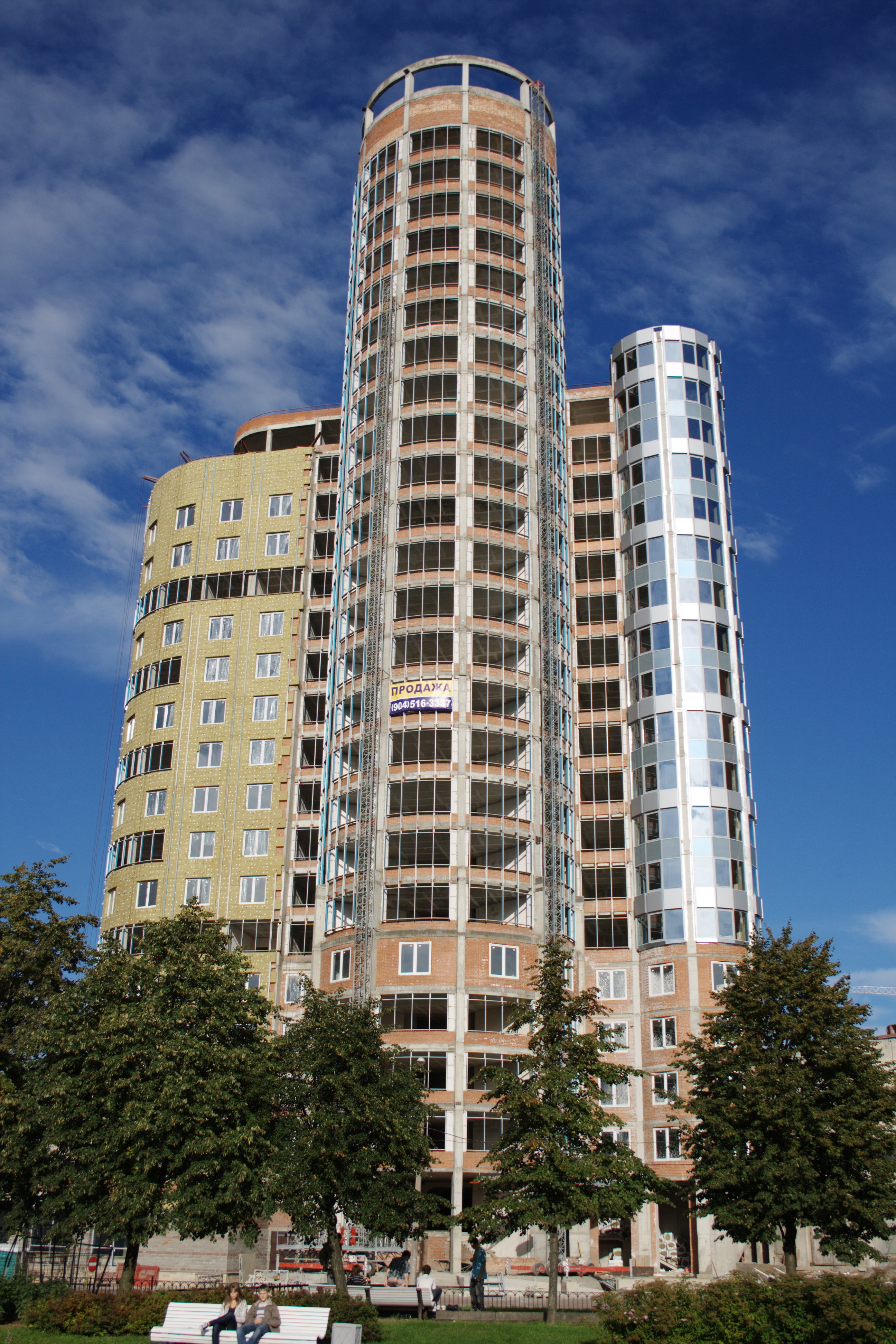
Жилой комплекс «Морская рапсодия» на углу Галерного проезда и улицы Нахимова

- Невское проектно-конструкторское бюро (дом 3)